# Headthrash
Headtrash – album studyjny grupy muzycznej Plump DJs. Autorami wszystkich ścieżek są Andy Gardner i Lee Rous.

## lista utworów
1. Best Believe Us 3:05
2. System Addict	4:12
3. Shifting Gears 2:45 (wokale - Naira, Ra La Motta)
4. Snake Eyes 3:35
5. He Got Beef 4:39
6. Intermission 	2:09
7. Theme X 3:35 (wokal - Jermaine Jackson)
8. S.N.A.F.U 4:37
9. Beat Myself Up 4:18 (głos - Chris Mayhew)
10. Disco Unusual 3:03
11. Victim 4:48 (wokal - Sharlene Hector)
12. Rocket Soul 4:25
13. Torque Of The Devil 5:35 (wokale - Passenger, Papillon)
14. Lost In Space 4:15 (wokal - Omar)